# لازاروس دبليو. باول
لازاروس دبليو. باول (بالإنجليزية: Lazarus W. Powell)‏ هو محامي وسياسي أمريكي، ولد في 6 أكتوبر 1812 في مقاطعة هينديرسون في الولايات المتحدة، وتوفي بنفس المكان في 3 يوليو 1867. حزبياً، نشط في الحزب الديمقراطي. وقد انتخب حاكم كنتاكي ‏ (2 سبتمبر 1851 – 4 سبتمبر 1855) وانتخب عضو مجلس الشيوخ الأمريكي.